# Chrysochroa buqueti
Chrysochroa buqueti is een geslacht uit de familie Coleoptera.

## Kenmerken
Deze donkerbruine kever heeft een lichtbruin schild met in het midden elk een onregelmatige donkerbruine vlek. De achterzijde van het schild is donkerbruin.

## Verspreiding en leefgebied
Deze soort komt voor in de tropische regenwouden van Vietnam en Thailand.